# Лав Гумиљов
Лав Николајевич Гумиљов (рус. Лев Никола́евич Гумилёв; Санкт Петербург, 1. октобар 1912 − Санкт Петербург, 15. јун 1992) био је совјетски и руски историчар, етнолог и географ. 
Родио се у породици познатих књижевника Николаја Гумиљова и Ане Ахматове. Његов отац био је  племић, официр у Првом светском рату и угледни руски песник раног 20. века, који је због наводног учешћа у „монархистичкој завери“ погубљен 1921. године. Због тога су Лав и његова мајка били под непрекидном присмотром совјетских власти. Пошто су се родитељи рано развели, највећи део детињства провео је код баке по очевој линији. Када је уписао студије историје преселио се код мајке Ане и њеног другог мужа у Петроград. Први пут ухапшен је 1935. године због реченице „да у Русији још постоје племићи који сањају о бомбама“, а други пут су га ухапсили 1938. године као „контрареволуционара“ и осудили на петогодишњи прогон у источни Сибир. После одслужене казне прикључио се јединицама Црвене армије (1944) и учествовао у Бици за Берлин. Након завршетка рата посветио се писању доктората о „туркијским народима“, али је већ 1949. године због чланства у илегалној организацији осуђен на десетогодишњи боравак у Гулагу. Ослобођен је 1956. године у време кампање „дестаљинизације“ коју је спроводио Никита Хрушчов.
По изласку из затвора наставио је научна истраживања. Докторску дисертацију из историје на тему Древни Турци 6-8. века, одбранио је 1961. године, а други докторат из географије Етногенеза и биосфера земље 1974. године. Радио је на Институту за географију Лењинградског државног универзитета до 1986. године, када је пензионисан. За члана Руске академије природних наука изабран је 1991. године. Његове најзначајније књиге су: Историја народа Хуна (1960), Древни Турци (1964), Етногенеза и биосфера земље (1978), Древни Руси и Велика степа (1989), Миленијуми око Каспија (1991), Крај и нови почетак (1992), Од Руса ка Русији (1992).
Проучавајући историју степа и средњоазијских номада, артикулисао је оригиналну „теорију пасионираности“ чија је основна хипотеза да у појединим људима постоје одређене „биохемијске енергије“ које се исказују „као огромна воља ка деловању што је често непојмљиво с тачке гледишта обичног човека“. Заступао је гледиште да је свака етничка група у историји прошла кроз исте фазе: рођење, врхунац, успоравање и инерцију. Истицао је да када пасионираност етноса достигне свој максимум, она ствара снажне вође и предуслове за покретање великих освајачких ратова.
По Сергеју Бељакову, историчару и писцу, бавећи се питањем одакле долазе и куда нестају народи, и какви закони одређују њихов развој, Лав Гумиљов је створио особену концепцију о пасионарима (лат. pasio — страст) од чијег броја зависи „живот једног народа“. Пасионари су људи који се одликују повишеном способношћу да раде и стварају, и то могу бити научници, војници, политичари или предузетници. Када је таквих људи више народ се успешно развија, потом када их је још више стварају се претпоставке за његову територијалну експанзију, а када их је превише почињу да међусобно ратују. Постоје и сасвим супротне историјске тенденције када је бројност пасионара толико мала „да један народ нестаје и постаје жртва освајача“. Јер како другачије објаснити „да су моћна царства за свега неколико година знале да униште шачице сточара“.
Крајем осамдесетих и почетком деведесетих година, услед промене друштвене климе, у Русији се обнавља интересовање за Гумиљовљева дела. За нове евроазијце његове теорије етногенезе и етничких циклуса представљају очигледан наставак „органицистичког прилаза и географског детерминизма“ који су садржани у радовима класика геополитике Рацела, Кјелена или Хаусхофера. Неоевроазијцима је посебно привлачан његов став о Великорусима као примеру суперетноса који је задржао особине „младости и свежине“, за разлику од Европљана који се налазе у стању „дубоке инерције“, и тврдња да је „великоруска цивилизација настала сједињавањем словенског етноса с турско-татарским елементом“, из чега као логично следи руско право на интеграцију евроазијског простора.

## Одликовања
Носилац је великог броја совјетских медаља, међу којима је:
|  | Орден Отаџбинског рата |